# Pan-Européenne
Pan-Européenne è uno studio cinematografico indipendente con sede a Parigi in Francia.

## Storia
La società Pan-Européenne fu fondata verso la fine degli anni 1980 dal francese Philippe Godeau, il quale in precedenza aveva lavorato nella distribuzione cinematografica per la Gaumont. Ben presto lo studio cinematografico Polygram Filmed Entertainment affidò a Godeau, attraverso la Pan-Européenne, la distribuzione francese dei propri film, tra cui Quattro matrimoni e un funerale (1994), Piccoli omicidi tra amici (1994), Priscilla, la regina del deserto (1994) e I soliti sospetti (1995). Dopo aver distribuito film come Toto le héros - Un eroe di fine millennio di Jaco Van Dormael e Notti selvagge di Cyril Collard, Godeau ebbe a disposizione tutti i mezzi necessari per avviare la sua attività di produttore cinematografico.
Nel 1999, la collaborazione con la Polygram Filmed Entertainment giunse al termine quando la società fu venduta alla Universal Studios. La Pan-Européenne fu allora divisa in due filiali: Pan-Européenne Edition, struttura indipendente di distribuzione, e Pan-Européenne Production, realizzata in seguito alla fusione di diverse strutture di produzione. Nel 2002, la Pan-Européenne trovò la sua piena indipendenza e sviluppò numerosi progetti.
Nel 2004, la società Wild Bunch scelse la Pan-Européenne Edition per realizzare il suo ingresso nel mercato della distribuzione francese. Da allora furono distribuiti circa quindici film all'anno, tra cui Sin City di Robert Rodríguez e Frank Miller, la coproduzione Mary di Abel Ferrara e Il labirinto del fauno di Guillermo del Toro. Continuando la collaborazione tra le due società, Pan-Européenne Edition prese il nome di Wild Bunch Distribution nel 2006. Inoltre Pan-Européenne Production venne denominata Pan-Européenne. La società intraprese in modo più frequente progetti dal carattere internazionale, producendo pellicole come Largo Winch (2008), girato a Malta, Sicilia e Hong Kong, e Mr. Nobody (2009), una coproduzione tra Belgio, Canada, Francia e Germania.
La Pan-Européenne inoltre produsse i film Le Dernier pour la route (2009) e 11.6 (2013), scritti e diretti dallo stesso Godeau.

## Filmografia parziale
- Una vita indipendente (Samstoyatelnaya zhizn, 1992)
- Petits arrangements avec les mort (1994)
- L'ottavo giorno (Le Huitième jour, 1996)
- Baise moi - Scopami (Baise moi, 2000)
- Mary (2005)
- Per sesso o per amore? (Combien tu m'aimes?, 2005)
- Détrompez-vous (2007)
- Largo Winch (2008)
- Mr. Nobody (2009)
- Emotivi anonimi (Les Émotifs anonymes, 2010)
- The Burma Conspiracy - Largo Winch 2 (Largo Winch II, 2011)